# Eerste klasse 1944-45 (voetbal België)
Het seizoen 1944/45 van de Belgische Eerste Klasse ging van start in de zomer van 1944 en werd vroegtijdig stopgezet naar aanleiding van de Tweede Wereldoorlog. De competitie, die onder de naam Ere Afdeling plaatsvond, telde 12 clubs. De 4 clubs uit de omgeving van Antwerpen (Antwerp FC, Beerschot VAC, Berchem Sport en Lierse SK) namen niet deel aan deze competitie. Op het moment van de stopzetting stond RSC Anderlecht aan de leiding.

## Gepromoveerde teams
Deze teams waren gepromoveerd uit de Tweede Klasse (deze klasse werd nog Eerste Afdeling genoemd) voor de start van het seizoen:
- Sint-Niklaassche SK (kampioen in Eerste Afdeling A)
- RFC Liégeois (kampioen in Eerste Afdeling B)

## Degraderende teams
Wegens de vroegtijdige stopzetting van de competitie degradeerden er geen ploegen naar Tweede Klasse op het eind van het seizoen.

## Titelstrijd
RSC Anderlecht stond bij de stopzetting van de competitie aan de leiding. RFC Malinois was tweede op twee punten en ARA La Gantoise derde op vier punten.

## Degradatiestrijd
R. Standard Club Liège stond bij de stopzetting van de competitie op de laatste plaats maar had in tegenstelling tot de andere ploegen slechts de helft van het aantal wedstrijden gespeeld. Voorlaatste was R. White Star AC.

## Stand bij stopzetting competitie
|  |    |                             | P  | W  | G | V  | +  | -  | DS  | Ptn |
|  | -- | --------------------------- | -- | -- | - | -- | -- | -- | --- | --- |
|  | 1  | RSC Anderlechtois           | 19 | 10 | 6 | 3  | 69 | 33 | 33  | 26  |
|  | 2  | RFC Malinois                | 17 | 10 | 4 | 4  | 66 | 35 | 31  | 24  |
|  | 3  | ARA La Gantoise             | 19 | 9  | 4 | 6  | 52 | 45 | 7   | 22  |
|  | 4  | RFC Liégeois                | 13 | 9  | 2 | 2  | 54 | 31 | 23  | 20  |
|  | 5  | RCS La Forestoise           | 18 | 10 | 0 | 8  | 43 | 54 | -11 | 20  |
|  | 6  | Sint-Niklaassche SK         | 21 | 7  | 6 | 8  | 48 | 58 | -10 | 20  |
|  | 7  | SC Eendracht Aalst          | 17 | 6  | 5 | 6  | 43 | 42 | 1   | 17  |
|  | 8  | R. OC de Charleroi          | 18 | 7  | 2 | 9  | 32 | 48 | -16 | 16  |
|  | 9  | RCS Brugeois                | 16 | 6  | 2 | 8  | 36 | 41 | -5  | 14  |
|  | 10 | Union Royale Saint-Gilloise | 20 | 4  | 4 | 12 | 17 | 68 | -51 | 12  |
|  | 11 | R. White Star AC            | 21 | 3  | 5 | 13 | 33 | 70 | -37 | 11  |
|  | 12 | R. Standard Club Liège      | 10 | 3  | 2 | 5  | 21 | 24 | -3  | 8   |

P: wedstrijden gespeeld, W: wedstrijden gewonnen, G: gelijke spelen, V: wedstrijden verloren, +: gescoorde doelpunten, -: doelpunten tegen, DS: doelsaldo, Ptn: totaal punten
K: kampioen, D: degradeert

## Topschutter
| Scorer        | Goals | Team         |        |
| ------------- | ----- | ------------ | ------ |
| Bert De Cleyn | 25    | RFC Malinois | België |

1895/96 · 1896/97 · 1897/98 · 1898/99 · 1899/00 · 1900/01 · 1901/02 · 1902/03 · 1903/04 · 1904/05 · 1905/06 · 1906/07 · 1907/08 · 1908/09 · 1909/10 · 1910/11 · 1911/12 · 1912/13 · 1913/14 · 1914/15 · 1915/16 · 1916/17 · 1917/18 · 1918/19 · 
1919/20 · 1920/21 · 1921/22 · 1922/23 · 1923/24 · 1924/25 · 1925/26 · 1926/27 · 1927/28 · 1928/29 · 1929/30 · 1930/31 · 1931/32 · 1932/33 · 1933/34 · 1934/35 · 1935/36 · 1936/37 · 1937/38 · 1938/39 · 1939/40 · 1940/41 · 1941/42 · 1942/43 · 1943/44 · 1944/45 · 1945/46 · 1946/47 · 1947/48 · 1948/49 · 1949/50 · 1950/51 · 1951/52 · 1952/53 · 1953/54 · 1954/55 · 1955/56 · 1956/57 · 1957/58 · 1958/59 · 1959/60 · 1960/61 · 1961/62 · 1962/63 · 1963/64 · 1964/65 · 1965/66 · 1966/67 · 1967/68 · 1968/69 · 1969/70 · 1970/71 · 1971/72 · 1972/73 · 1973/74 · 1974/75 · 1975/76 · 1976/77 · 1977/78 · 1978/79 · 1979/80 · 1980/81 · 1981/82 · 1982/83 · 1983/84 · 1984/85 · 1985/86 · 1986/87 · 1987/88 · 1988/89 · 1989/90 · 1990/91 · 1991/92 · 1992/93 · 1993/94 · 1994/95 · 1995/96 · 1996/97 · 1997/98 · 1998/99 · 1999/00 · 2000/01 · 2001/02 · 2002/03 · 2003/04 · 2004/05 · 2005/06 · 2006/07 · 2007/08 · 2008/09 · 2009/10 · 2010/11 · 2011/12 · 2012/13 · 2013/14 · 2014/15 · 2015/16 · 2016/17 · 2017/18 · 2018/19 · 2019/20 · 2020/21· 2021/22 · 2022/23 · 2023/24 · 2024/25